# Shorea
A Shorea a mályvavirágúak (Malvales) rendjébe, ezen belül a dipterokarpuszfélék (Dipterocarpaceae) családjába tartozó nemzetség.

## Tudnivalók
A Shorea növénynemzetségbe körülbelül 196 fafaj tartozik. A Természetvédelmi Világszövetség (IUCN) szerint ezekből 1 kihalt, 102 súlyosan veszélyeztetett, 34 csak veszélyeztetett, 3 sebezhető, 6 nem fenyegetett és 50 fajnak a helyzete még nincs felmérve.
E növénynemzetség a nevét Sir John Shore angol kormányzóról kapta. Shore 1793–1798 között a Brit Kelet-indiai Társaság főkormányzója volt.
Ezek a fák Dél-Ázsia keleti részén, Délkelet-Ázsiában, valamint Indonézia különböző szigetein fordulnak elő. India északi részétől a Fülöp-szigetekig és Indonézia nyugati szigetekéig sokfelé megtalálhatók. Az itteni trópusi erdők jellegzetes fái. A legtöbb faj - 138 - Borneó szigeten él; ezekből 91 endemikus, azaz kizárólag itt él. Néhány faj elérheti a 80 méteres magasságot is. A trópusokon élő legmagasabb zárvatermő 89,5 méter magas, és a Shorea faguetiana fajhoz tartozik.
A faipar egyik legkedveltebb trópusi fái. A nemzetközi kereskedelemben a faanyagokat különféle név alatt hozzák forgalomba. Ilyenek: „meranti” (Shorea macroptera), „lauan”, „lawaan”, „seraya”, „balau”, „bangkirai” (S. laevis) és „Philippine mahogany” (amerikai piacra, holott a shoreák nem mahagónik).
Nem virágzik rendszeresen, azonban 3-10 évenként a legtöbb fajbeli példány más Dipterocarpaceae-fajjal együtt, egyszerre hoz virágot. Ez a szaporodási módszer, a kutatók szerint azért van, hogy elhalmozzák a magevőket terméssel, ily módon néhány mag nyugodtan kicsirázhat, új fával bővítve az erdőt.

## Rendszerezés
A Shorea-fajokat az alábbi 11 alnemzetségbe sorolják:
- Anthoshorea
- Brachypterae
- Doona
- Mutica
- Neohopea
- Ovalis
- Pachycarpae
- Pentacme
- Richetioides
- Rubella
- Shorea

## Fordítás
- Ez a szócikk részben vagy egészben  a   Shorea című angol Wikipédia-szócikk ezen változatának fordításán alapul.  Az eredeti cikk szerkesztőit annak laptörténete sorolja fel. Ez a jelzés csupán a megfogalmazás eredetét és a szerzői jogokat jelzi, nem szolgál a cikkben szereplő információk forrásmegjelöléseként.